# 平成音楽大学
平成音楽大学（へいせいおんがくだいがく、英語: Heisei college of music）は、熊本県上益城郡御船町滝川1658に本部を置く日本の私立大学。1972年創立、2001年大学設置。大学の略称は平成音大。

## 沿革

### 年表
- 1972年 熊本音楽短期大学開学（音楽科）
- 1974年 専攻科開設
- 2001年 熊本音楽短期大学を母体に平成音楽大学開学（音楽学部音楽学科）
- 2002年 熊本音楽短期大学閉学、音楽専攻科設置
- 2004年 音楽学部幼児音楽教育学科設置
- 2010年 熊本市に「熊本市キャンパス サテライトステージ」を開設。
- 2012年 音楽学部幼児音楽教育学科を音楽学部こども学科に改称
- 2016年 4月14日、16日熊本地震にて大規模な被災
- 2018年 新学食・カフェ棟【MUSIC PARK】（音楽の広場）完成
- 2019年 新本館、トータルミュージックスタジオ完成、旧本館リニューアル完成
- 2022年 2023年度4月より新たに声優コースを新設することを発表。 声優コースは、九州の四年制大学では初めて。

## 基礎データ

### 所在地
- 本館（熊本県上益城郡御船町滝川1658）

## 熊本地震の影響
2016年4月14日と16日に、熊本県はマグニチュード6.5と7.3の強い地震に見舞われ、平成音楽大学の建物も8割近くは使えないという大きな被害を受けた。全教職員および全学生で大学の復旧に努め1か月後には授業を再開した。

## 教育および研究

### 組織

#### 学部
- 音楽学部
  - 音楽学科
    - 音楽表現専攻
      - 声楽コース
      - ピアノコース
      - 管弦打楽コース

    - 音楽文化コミュニケーション専攻
      - 作曲コース
      - 電子キーボードコース
      - 音楽教育コース
      - 音楽療法コース
      - サウンドデザインコース
      - ミュージックパフォーマンスコース

  - こども学科

#### 専攻科
- 音楽専攻科

#### 附属機関
- 音楽総合センター
- 音楽療法情報センター
- 熊本オペラ芸術協会

## 大学関係者と組織

### 大学関係者組織
- 平成音楽大学の同窓会は「響和会」と称し、前身の熊本音楽短期大学の同窓生も加盟している。

## 施設

### キャンパス
- 使用学部：音楽学部
- 使用研究科：音楽専攻科
- 交通アクセス：九州自動車道　御船インターチェンジより車で5分、熊本桜町バスターミナルから熊本バス南14・15・16、東11の各系統で御船四つ角下車（一部便は大学経由）。また熊本市内発着のスクールバスあり。